# سنگسار رخشانه
رخشانه (زادهٔ حدود ۱۹۹۶) دختر ۱۹ ساله افغان بود که در سال ۲۰۱۵ میلادی در ولایت غور افغانستان به اتهام زنا توسط طالبان سنگسار شد. این حادثه زمانی رخ داد که رخشانه به همراه نامزد ۲۳ ساله‌اش در تلاش برای ازدواج از خانه گریخته بودند. در پی دستگیری، رخشانه سنگسار و نامزدش شلاق زده شد.

## زندگی و مرگ
رخشانه فرزند دوم خانواده بود و هشت سال در مکتب آبدک در منطقه غلمین شهر فیروز کوه ولایت غور آموزش دیده بود. همین که رخشانه ۱۳ ساله شد، پدر او که عبدالکریم نام داشت، او را به نکاح مردی درآورد که دارای معلولیت بود، اما رخشانه ازدواج با این مرد را نپذیرفت و با پسری که از کودکی آرزوی پیوند با او را داشت و نامش محمد گل بود، از منطقهٔ خود فرار کرد و هر دو به ولسوالی ساغر ولایت غور رفتند.
پس از مدتی نیروهای امنیتی او را دستگیر کردند و به پدرش سپردند. پدر رخشانه باز هم او را بدون رضایت‌اش به نکاح یک پیرمرد درآورد، اما رخشانه بار دیگر با گل محمد فرار کرد و به روستای مرغاب رفت. اما ملا یوسف یک فرماندهٔ محلی طالبان که پیش از این چندین بار رخشانه را برای برادرش خواستگاری کرده بود، این دختر را در میانه‌های راه بازداشت کرد.
نخست طالبان از پدر کارگر رخشانه در ازای آزادی رخشانه ۵ میلیون افغانی خواستند. پدر رخشانه دربارهٔ تهدید خانواده خود توسط نیروهای طالبان گفت:
پس از کشتن رخشانه، طالبان و زورمندان محلی چندین بار به ما حمله کردند تا همه اعضای این خانواده را بکشند؛ اما ما شبانگاه خانه را ترک کردیم و با کودکانم به شهر فیروزکوه آمدیم.
درحالی که پدر توان پرداخت این پول را نداشت، ملا هاشم، یکی از ملاهای طالبان حکم سنگسار رخشانه را صادر کرد؛ این حکم سه‌ماه پس از دستگیری رخشانه در یک محاکمه صحرایی صادر شد. از پدر رخشانه خواستند به محل کشتن دخترش بیاید و سنگسار رخشانه را از نزدیک ببیند. از سنگسار رخشانه تصاویری ضبط و منتشر شد که باعث واکنش‌های گسترده‌ای شد.

## ویدئو منتشر شده
در طی مراسم سنگسار رخشانه، ویدئویی از مراسم ضبط شد که در آن تعدادی از مردان مسلح و جوان دیده می‌شوند که رخشانه را تا گردن در گودالی قرار داده‌اند و او را با سنگ می‌زنند. صدای ناله رخشانه در این ویدیو به وضوح شنیده می‌شود و مردان مسلح که نخستین افرادی هستند که به او سنگ می‌زنند، دائماً تکرار می‌کنند: «کلمه‌ات را بخوان!» این ویدیو در شبکه‌های اجتماعی بازتاب فراوانی داشت.

## دستگیری عاملان
پس از مرگ رخشانه وزارت داخله افغانستان به پلیس این کشور دستور داد تا عاملان این جنایت را دستگیر کنند و طی تحقیقات پلیس چهل نفر از عاملان سنگسار شناسایی شدند. با این حال در سال ۲۰۱۷ مولوی سعدیار، یکی از فرماندهان طالبان که نقش کلیدی در سنگسار رخشانه داشت، خود را به نیروهای دولتی تسلیم کرد و درحالی که بیمار بود، تحت مراقبت پزشکی قرار گرفت. در زمان دستگیری او چندین بار تلاش‌هایی برای آزادی او توسط نیروهای طالبان صورت گرفت.
سعدیار علاوه بر نقش داشتن در سنگسار رخشانه ده‌ها غیرنظامی را نیز به قتل رسانده بود. او که عضو گروه تروریستی داعش نیز بود، پس از گذراندن دو ماه زندان آزاد شد. رهایی این فرمانده طالبان و داعش با واکنش‌های تند فعالان جامعه مدنی روبرو شد.

## واکنش‌ها
پس از سنگسار رخشانه واکنش‌های گسترده‌ای در سطح ملی افغانستان و بین‌المللی صورت گرفت. رئیس‌جمهور وقت افغانستان، اشرف غنی، این رویداد را جنایت خواند و هیئتی را متشکل از نمایندگان وزارت امور داخله، لوی سارنوالی، امنیت ملی، اداره ارگان‌های محلی و کمیسیون مستقل حقوق بشر برای بررسی این حادثه تعیین کرد. عبدالروف ابراهیمی، نماینده ولسی جرگه در مجلس افغانستان این جنایت را محکوم کرد و خواهان مجازات عاملان آن شد.